# Hans Mosesson
Hans Kristoffer Mosesson, född 1 augusti 1944 i Enskede församling i Stockholm, död 25 oktober 2023 i Askims distrikt i Göteborg, var en svensk skådespelare, teaterregissör och musiker.

## Biografi
Mosesson växte upp på Lidingö och tog studenten i Växjö. Han gick på Kungliga Sjökrigsskolan och var med på en långresa med skolfartyget HMS Älvsnabben (M01). Mosesson började med studentteater då han studerade medicin i Lund. Han avbröt studierna för att börja som sångare och skådespelare i den fria teatergruppen och proggbandet Nationalteatern som han även var med och grundade. Mellan hösten 2008 och våren 2010 medverkade han i SVT:s dramaserie Andra Avenyn där han spelade Per-Erik Björn.
Mellan 2001 och 2015 spelade han rollen som Ica-handlaren Stig i Icas reklamfilmer. Han medverkade i sammanlagt 512 avsnitt av reklamen och kom att bli mycket sammanknippad med rollen. Han medverkade sedan i Radioteatern och SVT:s dramaserie Jordskott.
Den 28 juli 2015 var han sommarvärd i Sveriges Radios program Sommar i P1.

### Familj
Mosesson var far till tre söner, bland andra journalisten Måns Mosesson. Han var vidare morbror till snowboardåkaren Hampus Mosesson. Han var bosatt i Hovås tillsammans med sin hustru Carola Pfeiffer Mosesson.

## Filmografi i urval[11]
- 1974 – Fiskeläget (TV-serie)
- 1974 – Diskrummet
- 1976 – Långt borta och nära
- 1981 – Det finns inga smålänningar (TV-serie)
- 1982 – Målaren
- 1983 – Jacob Smitaren
- 1985 – Jane Horney (TV-serie)
- 1985 – Röd snö (TV-serie)
- 1988 – Som man ropar (TV-serie)
- 1988 – Sommarens tolv månader
- 1988 – Träpatronerna (TV-serie)
- 1989–1998 – Svenska hjärtan (TV-serie)
- 1989 – S/Y Glädjen
- 1990 – Alfhild och Ortrud (TV-serie)
- 1990 – Hem till byn (TV-serie) (gästroll)
- 1990 – Kurt Olsson – filmen om mitt liv som mej själv
- 1992 – Den femtonde hövdingen (TV-serie)
- 1994 – Händerna
- 1995 – Tag ditt liv
- 1996 – Juloratoriet
- 1996 – Polisen och pyromanen (TV-serie)
- 1998 – Rena rama Rolf (TV-serie) (gästroll)
- 1998 – Tre Kronor (TV-serie) (gästroll)
- 1999 – Noll tolerans
- 1999 – S:t Mikael (TV-serie)
- 2000 – Sjätte dagen (TV-serie) (gästroll)
- 2001 – Anderssons älskarinna (TV-serie)
- 2002 – K-G i nöd och lust
- 2003 – Bank für alle (TV-serie)
- 2004 – Lilla Jönssonligan på kollo
- 2005 – Kommissionen (TV-serie)
- 2008–2010 – Andra Avenyn (TV-serie)
- 2014 – Svart Kung
- 2015 – Jordskott (TV-serie)
- 2018–2023 – Sjölyckan (TV-serie)
- 2020 – We Got This (TV-serie)
- 2021 – Mer panik i tomteverkstan (TV-serie)

## Teater

### Roller (ej komplett)
| År   | Roll  | Produktion                                                    | Regi          | Teater                 |
| ---- | ----- | ------------------------------------------------------------- | ------------- | ---------------------- |
| 1997 | Avram | Spelman på taket Jerry Bock, Sheldon Harnick och Joseph Stein | Georg Malvius | Stockholms stadsteater |

## Ljudböcker
Inlästa ljudböcker från Radioföljetongen och Radionovellen Sveriges Radio.
- 2017 Fiskarmännen av Chigozie Obioma
- 2022 Paradiset av Abdulrazak Gurnah